# Pristimantis rubicundus
Pristimantis rubicundus là một loài động vật lưỡng cư trong họ Strabomantidae, thuộc bộ Anura. Loài này được Jiménez de la Espada mô tả khoa học đầu tiên năm 1875.